# براندون تريش
براندون تريش (بالإنجليزية: Brandon Triche) مواليد 1 فبراير 1991 في سيراكيوز، هو لاعب كرة سلة أمريكي. بدأ مسيرته الاحترافية في سنة 2013. يحمل الرقم 44. يبلغ طوله 6 قدم 4 بوصة (1.9 م). لعب مع أكويلا باسكت ترينتو وفيرتوس روما.

## روابط خارجية
- براندون تريش على موقع سبورتس رفرنس (الإنجليزية)
- براندون تريش على موقع كرة السلة الأوروبية.كوم (الإنجليزية)
- براندون تريش على موقع كلية كرة السلة في سبورتس رفرنس.كوم (الإنجليزية)
- براندون تريش على موقع ريلجم (الإنجليزية)
- براندون تريش على موقع بروبوليرز (الإنجليزية)
- براندون تريش على موقع سبورتس رفرنس (الإنجليزية)
- براندون تريش على موقع سبورتس رفرنس (الإنجليزية)